# 朗普雷里 (明尼苏达州)
朗普雷里（英語：Long Prairie）是一個位於美國明尼蘇達州托德縣的都市。根據2010年美國人口普查，該地共人口3458人，而該地的面積約為6.92平方千米。同時該地也是托德縣的縣治。

## 地理
朗普雷里的座標為45°58′29″N 94°51′56″W / 45.97472°N 94.86556°W，而該地的平均海拔高度為394米（即1293英尺）。